# Susannah Ostrehan
Susannah Ostrehan, död 1809, var en brittisk slav och slavägare från Barbados.
Hon ägdes av familjen Ostrehan och hennes far var troligen en medlem av denna familj. Hon frigavs vid okänd tidpunkt före år 1779 och byggde sedan upp en förmögenhet och ägde ett flertal hus och i både Bridgetown och andra brittiska öar, som troligen drevs som hotell med en arbetsstyrka av slavar. Hon köpte sin mor, syskon och syskonbarn och frigav dem allteftersom, trots ytterst strikta frigivningsslagar för slavar: hennes mor frigavs dock först i hennes testamente. Hennes syskondöttrar Elizabeth Swain Bannister och Susannah Ostrehan II blev även de framgångsrika företagsledare i Karibien. 